# Bruno Parma
Bruno Parma (ur. 30 grudnia 1941 w Lublanie) – słoweński szachista, arcymistrz od 1963 roku.

## Kariera szachowa
W roku 1961 zdobył w Hadze tytuł mistrza świata juniorów. W latach 1962–1980 ośmiokrotnie reprezentował Jugosławię na olimpiadach szachowych, zdobywając wraz z drużyną cztery srebrne (1962, 1964, 1968, 1974) i dwa brązowe (1970, 1980) medale. W 1963 otrzymał tytuł arcymistrza. Do największych indywidualnych sukcesów Parmy należą zwycięstwa w Polanicy-Zdroju (1964, wraz z Andrzejem Filipowiczem), Reggio Emilii (1965 i 1970) i Sarajewie (1970, turniej Bosna, wspólnie z Ljubomirem Ljubojeviciem). Poza tym sukcesy osiągnął w Beverwijk (1962, I m.), Maladze (1962, dz. I m.), Jerozolimie (1964, I m.), Bukareszcie (1968, I m.), Paryżu (1968, I m.), Netanji (1971, dz. I m.), Vršacu (1973, memoriał Borislava Kosticia, dz. I m.), Reykjavíku (1975, dz. II m.), Rzymie (1980, II m.) oraz w Sainte-Maxime (1982, dz. II m.). W 1965 roku zdobył w Titogradzie srebrny medal mistrzostw Jugosławii, oprócz tego dwukrotnie (1959, 1961) triumfował w mistrzostwach Słowenii.
Najwyższy ranking w karierze osiągnął 1 stycznia 1978 r., z wynikiem 2540 punktów dzielił wówczas 46-49. miejsce na światowej liście FIDE, jednocześnie zajmując 3. miejsce (za Ljubomirem Ljubojeviciem i Svetozarem Gligoriciem) wśród jugosłowiańskich szachistów.